# Sonda (gemeente)
Sonda (Estisch: Sonda vald) was tot in 2017 een gemeente in de Estische provincie Ida-Virumaa. De gemeente telde 846 inwoners op 1 januari 2017. In 2011 waren dat er 784. Ze had een oppervlakte van 148,1 km². Hoofdplaats was Sonda.
In 2017 is de gemeente opgegaan in de gemeente Lüganuse.

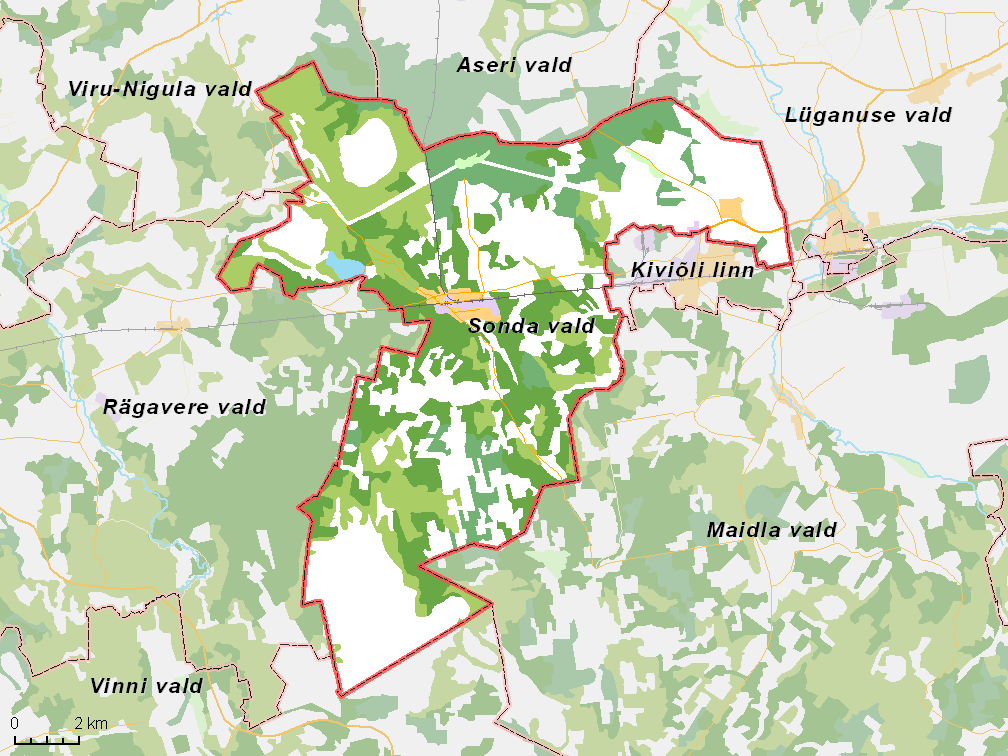
De gemeente met omliggende gemeenten, situatie begin 2017